# Endrick
Endrick Felipe Moreira de Sousa (Taguatinga, Szövetségi kerület, 2006. július 21. –), ismertebb nevén Endrick Felipe vagy csak Endrick, brazil válogatott labdarúgó, a spanyol első osztályban szereplő Real Madrid játékosa. A világ egyik legígéretesebb futballtehetségének tekintik.
2022 decemberében a Palmeiras bejelentette, hogy a játékos 2024 nyarán csatlakozni fog a Real Madrid csapatához.
2023 novemberében hívták be először a felnőtt válogatottba, 17 éves korában.

## Fiatalkora
Endrick a brazíliai Taguatingában született és négy évesen kezdett játszani. Apja, Douglas Sousa, fia góljait feltöltötte YouTube-ra és megpróbálta nagy brazil csapatoknak elküldeni a válogatásokat. Endrick eldöntötte, hogy labdarúgó lesz, azzal a céllal, hogy segítse családját, miután apja nem keresett elég pénzt arra, hogy minden nap tudjanak enni. Apja munkanélküli volt, egészen amíg a Palmeiras takarítója lett.

## Pályafutása

### Klubcsapatokban

#### Palmeiras

##### Utánpótlás
Miután majdnem leszerződtette a São Paulo, 11 éves korában a Palmeiras utánpótlás csapatához csatlakozott. Öt év alatt 165 gólt szerzett 169 mérkőzésen a csapatban. Részt vett a 2022-es Copa São Paulo de Futebol Júnior tornán, ahol hét pályára lépésen hétszer talált be és megválasztották a torna játékosának, miután a Palmeiras bajnok lett. Ezt követően a nemzetközi média és nagy európai klubok felfigyeltek rá, többek között a Real Madrid, az FC Barcelona, a Chelsea és a Paris Saint-Germain.

##### A felnőtt csapatban
Endrick 2022. október 6-án mutatkozott be a felnőtt csapatban csereként, a Coritiba elleni 4–0-ás végeredményű bajnoki második félidejében. 16 évesen, 2 hónaposan és 16 naposan, a Palmeiras történetének legfiatalabb játékosa lett. Első két gólját október 25-én szerezte, az Athletico Paranaense ellen, amivel az első osztály történetének második legfiatalabb gólszerzője lett, Toninho de Matos mögött.
A 2023-as szezonban kezdett el egyre több lehetőséget kapni a felnőtt csapatban, az év első hat hónapjában 26 alkalommal lépett pályára, 6 gólt szerezve. Ezek mellett bemutatkozott nemzetközi szinten is, a Copa Libertadores csoportkörében játszva. A torna történetének legfiatalabb gólszerzője lett, 16 évesen és 322 naposan.

###### Átigazolása a Real Madridba
2022 december 15-én, mindössze két hónappal bemutatkozása után a csapat bejelentette, hogy Endricket leszerződtette a Real Madrid és a csapathoz 2024 nyarán fog csatlakozni. 2024-ben lesz 18 éves, brazil szabályok szerint külföldi csapat csak ezt követően igazolhat le játékosokat. A Palmeiras „a brazil labdarúgás történetének legnagyobb megegyezésének” nevezte az átigazolást. 2027-ig tartó szerződést írt alá, 3 éves opcióval, ami 2030-ig tartaná Madridban.
A bejelentést követően Endrick a következőt nyilatkozta: „Minden köszönetem a Palmerias-nak, Brazília legnagyobb bajnokának, Amerika bajnokának, a világ bajnokának és örökre a szívem klubjának, hogy megadták a lehetőséget, hogy az legyek, aki ma vagyok, hogy segítettek elérni álmaimat és, hogy segítették az én és a családom egy újabb álmát igazzá tenni. Real Madridhoz történő átigazolásomig ugyanannyira elkötelezett leszek, mint eddig voltam, hogy megadjak mindent és többet a Palmeiras-nak.”

#### Real Madrid
Endrick 18. születésnapját követően, 2024. július 22-én csatlakozott a madridi csapathoz, öt nappal később mutatták be a rajongóknak.

### A válogatottban

#### Utánpótlás évek
Endrick 2022 áprilisában mutatkozott be az U17-es válogatottban. Négy mérkőzésen öt gólt szerzett, egyet a döntőben, a Montaigu-torna legsikeresebb gólszerzője lett. 1984 óta nyerte meg először a tornát a válogatott.
Endrick szerepelt az U20-as válogatott keretében a 2023-as dél-amerikai ifjúsági bajnokságra, de azt követően, hogy a Palmeiras úgy döntött, hogy nem engedi el a tornára, nem utazott el a későbbi bajnok csapattal. A brazil klub azért nem engedte el, mert nem akarták, hogy ne velük készüljön fel az új szezonra.
Beválasztották az U23-as brazil-válogatottba, amely részt fog venni a 2024-es olimpián. 2024. január 23-án bemutatkozott a csapatban és be is talált, legyőzve Bolíviát, 1–0-ra.

#### A felnőtt csapatban
2023 novemberében hívták be először a felnőtt válogatottba, 17 éves korában. Ronaldo (1994) óta a legfiatalabb férfi játékos lett, akit behívtak a válogatottba. Kolumbia ellen mutatkozott be, a negyedik legfiatalabb játékos lett, 57 éve a legfiatalabb, aki pályára lépett a csapatban. A válogatott 2–1-re kikapott, Kolumbia először tudott nyerni a selejtezők során a csapat ellen. 2024. március 23-án szerezte első válogatott gólját, harmadik válogatottsága során, a Wembley Stadion történetének legfiatalabb gólszerzője lett Anglia ellen. Három nappal később is betalált, Spanyolország ellen, a Santiago Bernabéu stadionban.

## Játékstílus
Endrick egy ballábas csatár, aki kiemelkedően tud befejezni. Olyan legendás brazilokhoz hasonlították, mint Ronaldo és Romário. Mikor megkérték, hogy írja le stílusát, a következőt mondta: „Mindig harcolni fogok. A mérkőzés utolsó pillanatáig küzdeni és próbálkozni fogok. Soha nem adom fel, nyomást helyezek a védőkre, többet futok, mint bárki más a pályán.” Példaképe Ronaldinho. A világ egyik legnagyobb tehetségének tekintik.

## Statisztikák

### Klubcsapatokban
Frissítve: 2024. március 16.
| Csapat           | Szezon           | Bajnokság        | Bajnokság | Bajnokság | Állami bajnokság | Állami bajnokság | Kupa | Kupa  | Nemzetközi | Nemzetközi | Egyéb | Egyéb | Összesen | Összesen |
| Csapat           | Szezon           | Liga             | P.        | Gólok     | P.               | Gólok            | P.   | Gólok | P.         | Gólok      | P.    | Gólok | P.       | Gólok    |
| ---------------- | ---------------- | ---------------- | --------- | --------- | ---------------- | ---------------- | ---- | ----- | ---------- | ---------- | ----- | ----- | -------- | -------- |
| Palmeiras        | 2022             | Série A          | 7         | 3         | —                | —                | —    | —     | —          | —          | —     | —     | 7        | 3        |
| Palmeiras        | 2023             | Série A          | 31        | 11        | 13               | 2                | 3    | 0     | 5          | 1          | 1     | 0     | 53       | 14       |
| Palmeiras        | 2024             | Série A          | 0         | 0         | 6                | 1                | 0    | 0     | 0          | 0          | 0     | 0     | 6        | 1        |
| Karrier összesen | Karrier összesen | Karrier összesen | 38        | 14        | 19               | 3                | 3    | 0     | 5          | 1          | 1     | 0     | 66       | 18       |

1. ↑  Pályára lépések a Copa Libertadoresben
2. ↑  Pályára lépések a brazil szuperkupában

### A válogatottban
Frissítve: 2024. március 26.
| Válogatott | Év       | Pályára lépések | Gólok |
| ---------- | -------- | --------------- | ----- |
| Brazília   | 2023     | 2               | 0     |
| Brazília   | 2024     | 2               | 2     |
| Összesen   | Összesen | 4               | 2     |

| # | Dátum             | Helyszín                                 | Vál. | Ellenfél      | Eredmény | Végeredmény | Kiírás              |
| - | ----------------- | ---------------------------------------- | ---- | ------------- | -------- | ----------- | ------------------- |
| 1 | 2024. március 23. | Wembley Stadion, London, Anglia          | 3    | Anglia        | 1–0      | 1–0         | Barátságos mérkőzés |
| 2 | 2024. március 26. | Santiago Bernabéu, Madrid, Spanyolország | 4    | Spanyolország | 2–2      | 3–3         | Barátságos mérkőzés |

## Sikerek, díjak

### Klubcsapatokban
Palmeiras utánpótlás
- Copa São Paulo de Futebol Júnior: 2022[40]
- Campeonato Brasileiro U20: 2022[40]
- Copa do Brasil U17: 2022[40]
- Campeonato Paulista U20: 2021[40]
- Campeonato Paulista U15: 2021[40]

Palmeiras
- Campeonato Brasileiro Série A: 2022, 2023
- Brazil szuperkupa: 2023
- Campeonato Paulista: 2023, 2024

### A válogatottban
Brazília U16
- Montaigu-torna: 2022

### Egyéni
- Campeonato Brasileiro Série A – Legjobb újonc: 2022
- Samba Gold – Az év legjobb 20 évnél fiatalabb brazil játékosa